# Parafia św. Mateusza Apostoła w Nowym Stawie
Parafia św. Mateusza Apostoła w Nowym Stawie – parafia rzymskokatolicka wchodząca w skład dekanatu Nowy Staw w diecezji elbląskiej.

## O parafii
Do parafii należą wierni z miejscowości: Chlebówka, Dębina, Dębina SHR, Kącik, Laski, Mirowo, Tralewo, Stawiec, Trępnowy i Nowy Staw.
Rozwój osadnictwa na Żuławach Wiślanych w XIV wieku spowodował przyrost ludności Nowego Stawu. Osada w 1316 roku uzyskała przywilej wiejski (jako Dorf cume – Nuwen Tiche – Nytyska Wieś), natomiast w 1343 roku została lokowana na chełmińskim prawie miejskim. Akt nadania praw wiejskich potwierdza istnienie w Nytyskiej Wsi kościoła parafialnego już ok. roku 1316. Parafię erygowano w 1330 roku z inicjatywy zakonu krzyżackiego.
W 1400 roku mieszczanie nowostawscy podjęli decyzję o budowie nowego kościoła miejskiego pw. św. Mateusza. W ciągu kilkudziesięciu lat wzniesiono jeden z najpotężniejszych i najważniejszych zabytków architektury gotyckiej na Żuławach. Świątynię konsekrowano w 1408 roku. Jej rozmiary wynosiły 30 x 55 metrów, a wysokość ok. 55 m. Prace ukończono pod koniec XV wieku. Budowa nowego kościoła gotyckiego była wyraźnym znakiem wyodrębnienia parafii miejskiej ze starej parafii św. Ducha w Nytyskiej Wsi, z którą miasto było pierwotnie związane. Budowa kościoła św. Mateusza na peryferiach ówczesnego Nowego Stawu może świadczyć o obronnym charakterze budowli. W I połowie XV wieku siedzibę parafii nowostawskiej przeniesiono z kościoła św. Ducha do kościoła św. Mateusza. Kościół św. Ducha w Nytyskiej Wsi stał się świątynią filialną kościoła św. Mateusza. Należy wspomnieć o istnieniu w granicach Nowego Stawu jeszcze jednej świątyni. Do roku 1606 funkcjonował kościół św. Jerzego. Kościół św. Mateusza po pożarze w 1568 roku, został odbudowany w latach 1573–1574 dzięki fundacji opata oliwskiego Kaspra Geschkau. Zachował swój gotycki charakter; posiada dwie monumentalne nierówne wieże, 3 nawy, płaski, drewniany strop. Nad prezbiterium jest gotyckie sklepienie gwiaździste, w zakrystii gwiaździste i krzyżowe. Manierystyczny ołtarz główny Świętej Trójcy z 1609 roku został sprowadzony z kościoła św. Katarzyny w Braniewie przez ówczesnego proboszcza ks. Mockiego. W nawach głównych i prezbiterium znajdują się ponadto 4 barokowe ołtarze boczne.
Od początku swego istnienia, aż do roku 1525 nowostawska parafia była częścią diecezji pomezańskiej. Parafia stała się siedzibą dekanatu. Po sekularyzacji Prus w 1525 roku diecezja pomezańska straciła swój katolicki charakter. Nowy Staw był jednak ostoją wyznania katolickiego na Żuławach. Na mocy bulli Cum ecclesiae Culumensi 1617 roku administrację nad diecezją pomezańską przejęli biskupi chełmińscy. Parafia w Nowym Stawie funkcjonowała wówczas w ramach oficjałatu malborskiego.

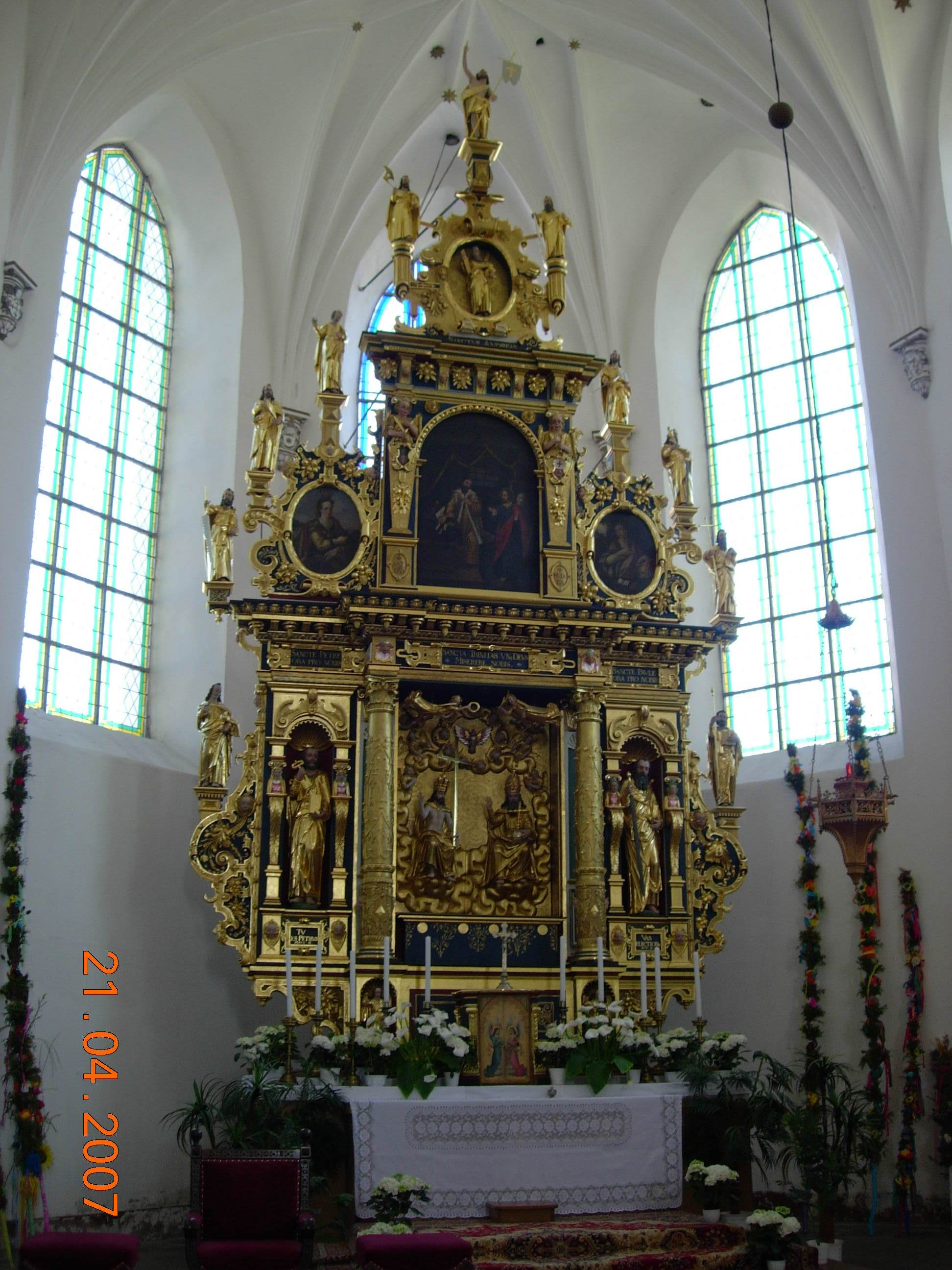
Ołtarz główny w kościele św. Mateusza

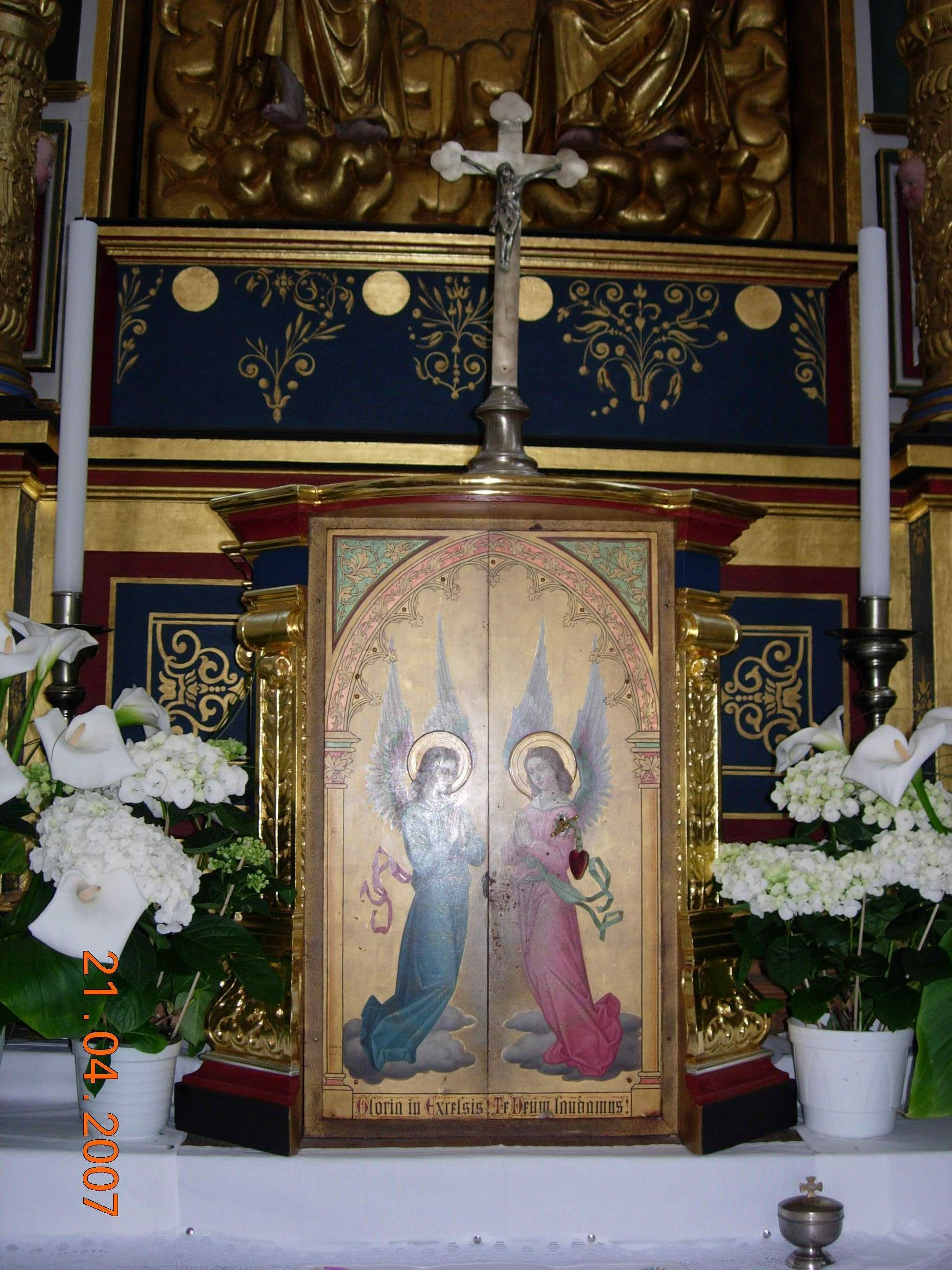
Tabernakulum

W 1821 roku doszło do kolejnej zmiany przynależności administracyjnej parafii. Rząd pruski przystąpił do pertraktacji ze Stolicą Apostolską w sprawie zmiany granic diecezjalnych, zgodnych z granicami ustalonymi na kongresie wiedeńskim w 1815 roku. Papież Pius VII bullą De salute animarum z 1821 roku dokonał podziału diecezji chełmińskiej; parafia w Nowym Stawie stała się częścią diecezji warmińskiej.
Zakończenie I wojny światowej i obrady konferencji w Wersalu w 1919 roku zmieniły sytuację geopolityczną Pomorza. Nowy Staw stał się częścią Wolnego Miasta Gdańska. Parafia św. Mateusza została wyłączona z diecezji warmińskiej i w  1922 roku włączona do Administratury apostolskiej Wolnego Miasta Gdańska, przekształconej bullą Universa Christi fidelium cura z roku 1925 w diecezję gdańską. W jej ramach nowostawska parafia funkcjonowała do 25 marca 1992 roku, czyli utworzenia diecezji elbląskiej.
W latach 1924–1996 w Nowym Stawie znajdował się dom zakonny Sióstr Elżbietanek oraz zakonna kaplica półpubliczna pw. Najświętszego Serca Pana Jezusa.
25 marca 2002 roku biskup elbląski Andrzej Śliwiński ustanowił przy parafii Kapitułę Kolegiacką Żuławską.
W tutejszej parafii został ochrzczony i wychował się biskup ordynariusz diecezji pelplińskiej ks. Ryszard Kasyna.

## Proboszczowie od 1820 roku
| imię i nazwisko                             | daty urzędowania                       |
| ------------------------------------------- | -------------------------------------- |
| ks. Karol Janzen                            | 1820–1861                              |
| ks. Rudolf Langwald                         | 1861–1894                              |
| ks. Karol Skowronski (komendariusz)         | 1894–1895                              |
| ks. prałat Jan Tietz                        | 1895–1928                              |
| ks. Franciszek Kroll (administrator)        | 1928                                   |
| ks. prałat Klemens Sierigk                  | 1928–1941                              |
| ks. Herbert Gerhard Kiewert (administrator) | 1941                                   |
| ks. Peter Degenhardt (administrator)        | 1941–1942                              |
| ks. Herbert Gerhard Kiewert                 | 1942–1945                              |
| ks. Stefan Kinka                            | 1946–1958                              |
| ks. Józef Ćwirko                            | 1958–1967                              |
| ks. Józef Łyp                               | 1967–1968                              |
| ks. Władysław Żywiński                      | 1968 – 1 sierpnia 1975                 |
| ks. prał. kan. Ireneusz Glegociński         | 1 sierpnia 1975 – 20 października 2007 |
| ks. kan. Jerzy Pawelczyk                    | od 1 listopada 2007                    |

## Grupy parafialne
Liturgiczna Służba Ołtarza, chór parafialny, róże różańca świętego, schola dziecięca, redakcja tygodnika parafialnego Vox Populi Novostaviensis, Parafialny Zespół Caritas, Duchowa Adopcja Dziecka Poczętego, grupa AA.